# Международный фестиваль фейерверков (Москва)

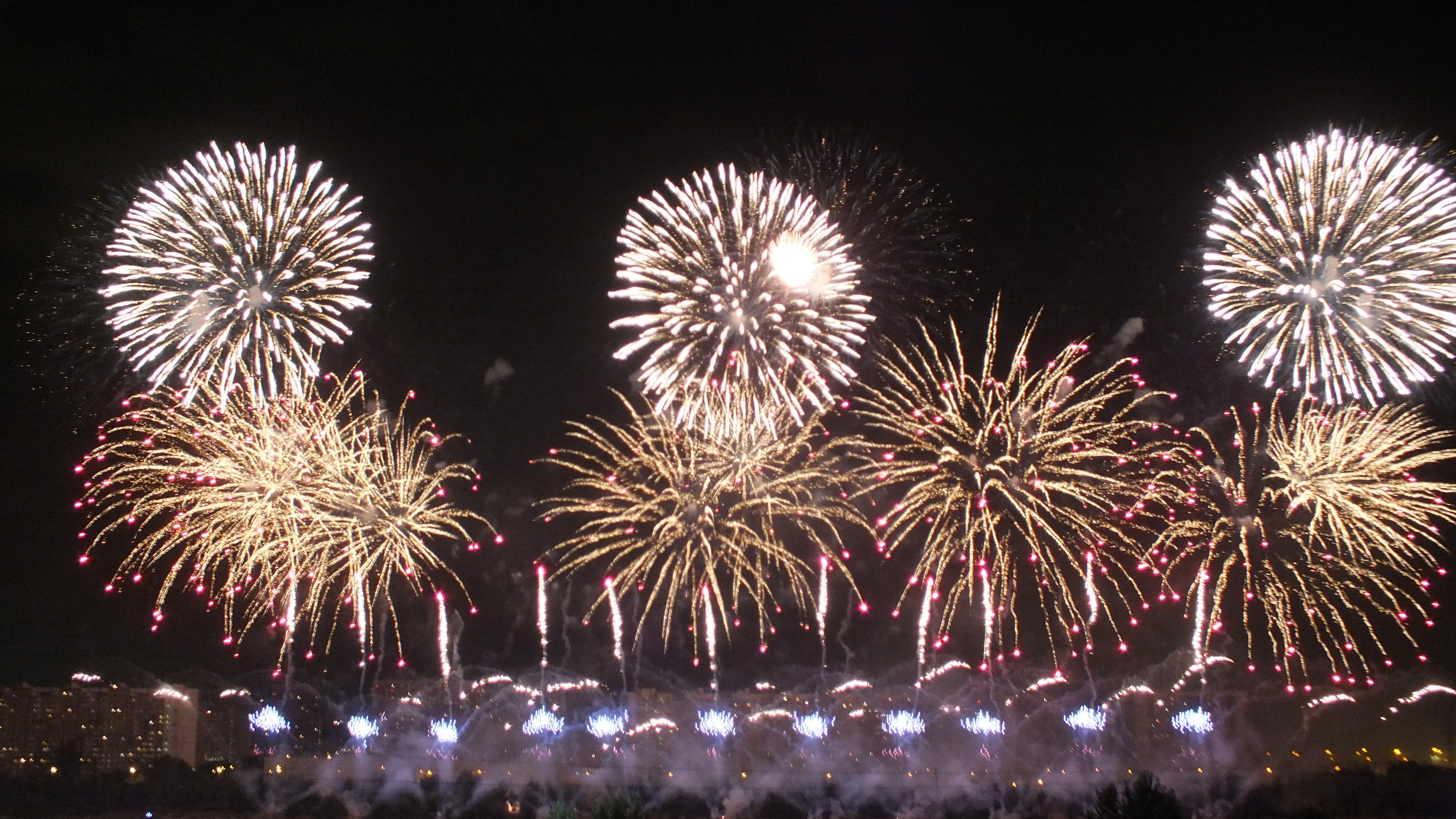
Фотография выступления команды Румынии 19 августа 2017 года

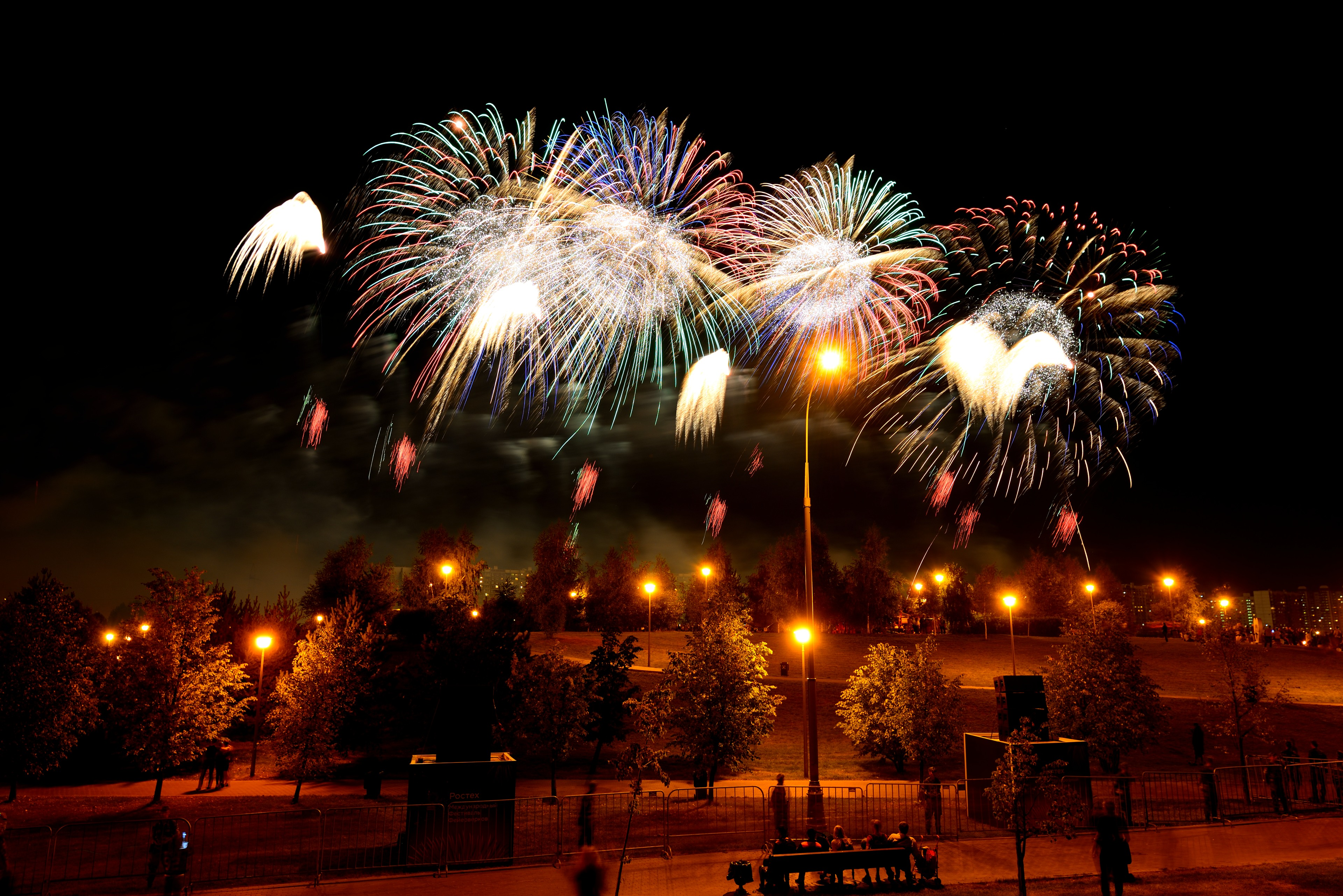
Фестиваль фейерверков 18 августа 2018 года (в первый из двух дней фестиваля)

Междунаро́дный фестива́ль фейерве́рков — международный фестиваль пиротехнического искусства, ежегодно проходящий летом в Москве.
Проводится с 2015 года. Место проведения фестиваля — город Москва. В 2015 году фестиваль проводился на Воробьёвской набережной, с 2016 года по настоящее время — в Братеевском каскадном парке. В 2020 и 2021 годах фестиваль не проводился из-за пандемии коронавируса COVID-19 в России.
Непосредственным организатором фестиваля выступает дочерняя компания «Ростеха» — «Пиротехнические технологии», а само мероприятие проводится при поддержке правительства Москвы.
Фестиваль является соревнованием пиротехнических команд, каждая из которых представляет свою страну. Всего в фестивале участвуют восемь команд, которые должны подготовить пиротехнические шоу согласно конкурсному заданию. Длительность проведения фестиваля — два дня: в первый день выступают первые четыре команды, во второй — оставшиеся четыре. После этого жюри называет команд-обладателей первого, второго и третьего призовых мест, а ещё одна команда получает приз зрительских симпатий, который вручается по итогам SMS-голосования с 2017 года.
Жюри оценивает целостность композиции, синхронность залпов и музыкального сопровождения, темпоритм, пиротехнические ноу-хау, соответствие выступления заданным техническим параметрам (времени и калибров зарядов).
В дни фестиваля для обеспечения удобного прохода гостей на мероприятие, как правило, проводится ограничение движения транспорта с перекрытием (частичным или полным) некоторых улиц Москвы, рядом с которыми проходят фейерверки. Так, в 2015 году были частично перекрыты улица Косыгина и Университетский проспект, а Лужнецкий метромост был закрыт оба дня фестиваля. Во время проведения фестиваля в Братеевском каскадном парке были внесены изменения в работу ряда автобусных маршрутов в районах Братеево и Марьино (с отменой некоторых маршрутов в часы непосредственного проведения фестиваля), также в эти дни была частично перекрыта улица Борисовские Пруды.

## Участники
- 2015[1] — Белоруссия, Испания, Италия, Китай (2 место), Россия (1 место), Финляндия, Чехия, Чили (3 место)
- 2016[1] — Азербайджан (2 место), Казахстан (1 место), Китай (гран-при), Мальта, Португалия, Россия (3 место), Франция, Эстония
- 2017[1] — Австрия, Армения, Бразилия, Китай (приз зрительских симпатий), Россия (1 место), Румыния (3 место), Хорватия (2 место), Япония
- 2018[4] — Андорра, Австрия, Болгария, Великобритания, Греция (2 место), Италия, Словакия (1 место), США (3 место)
- 2019[8] — Канада, Италия, Пакистан, Португалия, Россия, Испания, Аргентина, Франция
- 2022 — Аргентина, Бразилия, Киргизия (2 место), Китай, Мексика, Пакистан (1 место), Россия, Сербия (3 место)[9]